# Rachel Speght
Rachel Speght (1597-fecha de muerte desconocida) fue una poeta y polemista. Fue la primera mujer inglesa en identificarse, por su propio nombre, como polemista y crítica de los ataques de género. Speght, feminista y calvinista, es quizás conocida por su tratado A Mouzell for Melastomus (Londres, 1617). Es una refutación en prosa contra el tratado misógino de Joseph Swetnam, The Arraignment of Lewd, Idle, Froward, and Unconstant Women, y una contribución significativa al discurso protestante de la exégesis bíblica, que defiende la naturaleza de la mujer y el valor de la mujer. Speght también publicó un volumen de poesía, Mortalities Memorandum with a Dreame Prefixed (Londres, 1621), una reflexión cristiana sobre la muerte y una defensa de la educación de la mujer.

## Vida
Speght nació en Londres, Inglaterra, en 1597, su padre fue un ministro calvinista. "Se crio en el corazón de la comunidad clerical y mercantil de Londres. Tuvo cinco hermanos. Tres de ellos sobrevivieron y dos murieron en la infancia. Sus hermanos eran Sara, Rebecca y Samuel ". Sus escritos revelan que estaba extraordinariamente bien educada en retórica, lógica, textos clásicos y cristianos y latín, y que tenía un conocimiento profundo de las escrituras cristianas. "La educación de Rachel fue inusual para una joven mujer de esa época y de esa posición social. Fue excepcional por su minuciosidad y por su base en un plan de estudios clásicos".
Se desconoce la identidad de su madre, pero parece haber sido una profunda influencia para ella. Speght se refiere a la muerte de su madre como una inspiración para su obra Mortalities Memorandum. La madrina de Speght, Mary Moundeford (su apellido de soltera era Hill), esposa del eminente médico Thomas Moundeford, fue otra gran influencia; Speght le dedicó a ella el Mortalities Memorandum.
James Speight, el padre de Rachel, fue doctor en Teología del Christ's College de Cambridge. Fue rector de dos iglesias de Londres, St. Mary Magdalen, Milk Street (1592-1637) y St. Clement, Eastcheap (1611-1637), y también fue autor de tratados religiosos. "En el momento del nacimiento de Rachel, tenía unos treinta y tres años y era una figura establecida en los círculos eclesiásticos". Su salario le permitió mantener cómodamente a su familia.
Del trabajo de Speght se puede discernir que su madre murió después de la publicación de Mouzell en 1617 y antes de la publicación de Mortalities Memorandum en 1621. El padre de Speght se volvió a casar en febrero de 1621; murió en 1637.
Rachel Speght se casó a los 24 años, el 2 de agosto de 1621, con un ministro calvinista llamado William Procter en St Mary Woolchurch Haw, en Londres. Su padre no realizó la ceremonia, pero dio su bendición. Vivió con su marido en Upminster, Essex, hasta 1627, luego en Londres en St. Giles, Cripplegate, hasta 1634. Tuvieron tres hijos, Rachel (1627), William (1630) y Joseph (1634). Rachel y William se bautizaron, de adultos, en St Giles Cripplegate.
Después de 1634 vivió en Stradishall en Suffolk. William Procter, su marido, fue expulsado de su parroquia por una controversia relacionada con sus simpatías hacia el laudianismo, en 1644. Rachel Procter fue mencionada como participante en la controversia. Procter murió en Stradishall en 1661, y es probable que su esposa falleciera antes que él, ya que no se menciona en su testamento.

## Obra
Rachel Speght es considerada la primera mujer inglesa en identificarse a sí misma, por su nombre, como polemista y crítica de los ataques contra el género. Speght publicó dos veces en su vida. Los escritos de Speght incluyen ensayos, panfletos y piezas de poesía.

### A Mouzell for Melastomus
A los 19 años, Speght publicó A Mouzell for Melastomus (Londres, 1617) (el título significa "un bozal para la boca negra"), una refutación en prosa del texto misógino The Araignment of Lewde, Idle, Froward, and Unconstant Women de Joseph Swetnam ( Londres, 1615). "Speght es una de las primeras mujeres occidentales en reconocer, en forma impresa, que los chistes contra las mujeres suelen ser más que simples bromas inofensivas. Speght interpreta el libro de Swetnam como un serio ataque contra las mujeres. La primera carta se dirige a otras mujeres y la segunda al propio Swetnam. En ambas cartas cita figuras clásicas como Aristóteles y Tácito, y se inspira en varios mitos griegos y romanos ". Al emplear estos dispositivos, Speght establece una empatía con su audiencia y su credibilidad como autora y oradora.
La de Speght fue la primera de tres respuestas al tratado de Swetnam, y fue la única publicada con el nombre real de la autora. Ester Hath Hang'd Haman fue escrito bajo el nombre de Ester Sowernam (S [ou] rnam es un juego de palabras contra Swe [e] tnam), y condesciende a Speght como una joven hija de ministro sin experiencia. The Worming of a Madde Dogge, escrito bajo el nombre de Constantia Munda (del latín para "pura constancia"), elogia a Speght y asume una postura defensiva contra un ataque anticipado a Speght de Swetnam. Swetnam no escribió una respuesta a Speght, sin embargo, su popular Araignment of Women alcanzó diez ediciones en 1634.
El tratado de Swetnam se publicó por primera vez bajo el seudónimo de Thomas Tel-Troth. En Mouzell, Speght revela la identidad de Swetnam a través de un inteligente poema acróstico sobre el nombre de Swetnam; a partir de entonces, su tratado fue reimpreso con su nombre. Su tratado es típico de la tradición de la escritura misógina de la época; está lleno de chistes rudos, anécdotas y ejemplos de lascivia, vanidad e inutilidad de las mujeres. Se dice que las convenciones de la polémica controversia sobre las mujeres en el Renacimiento inglés se basan más en la retórica que en la ideología, como es el estilo de Swetnam; los escritores participaron en un juego de ingenio para su propia diversión, en lugar de un debate moral o ideológico.
Fiel a su intención declarada, Speght ataca la lógica y la gramática de Swetnam. Ella usa la sátira y el juego de palabras ingenioso para denunciar su carácter y sus argumentos, llamándolo "Irreligioso y Analfabeto" (Speght, título de portada). "Speght se basa en una serie de recursos estilísticos, incluida la antiestrofa, en el que el retórico contrarresta un argumento utilizando la misma evidencia que el oponente del retórico. Speght también es particularmente aficionada a las metáforas y símiles, y los usa con devastadora efectividad para promover su argumento contra Swetnam ". Pero Speght también rompe las convenciones al negarse a participar en juegos polémicos. Ella desarrolla sus propios argumentos basados en la lógica sobre la base de la escritura, en un intento serio de cambiar la concepción sobre el género.
Quizás lo más notable de Speght fue el enfoque interpretativo centrado en el género para la exégesis bíblica bíblica. Ella reinterpretó las escrituras cristianas, en particular la historia de la Creación y la Caída relatada en Génesis. Su enfoque, tanto lógico como reinterpretativo, influyó, tanto en el discurso protestante de la exégesis bíblica como en los escritos y actividades de algunas mujeres jacobeas que planteaban desafíos a la jerarquía de género (por ejemplo, el travestismo femenino), en ese momento. 
Históricamente, el tratado de Speght es significativo en muchos niveles. Era raro que una mujer de la modernidad temprana escribiera o publicara, y mucho menos que la escritura fuera académica, basada en la lógica y refinada retóricamente. Su autoría también era rara, ya que Speght era una joven desconocida, soltera, de clase media. A diferencia de los otros escritores que entraron en el debate, Speght también estaba dispuesta a adjuntar su identidad a su escritura con la que atacó directamente a un autor masculino y a su obra. Speght confiaba en su intelecto y tenía una fuerte percepción de sí misma comprobada por su coraje para lanzarse a la esfera pública.
Speght interpreta audazmente la Biblia, utilizada históricamente para subyugar a las mujeres, para argumentar que, de hecho, es la voluntad de Dios que las mujeres sean tratadas con el mismo respeto que los hombres; llega a advertir a los hombres que pueden ser castigados por Dios si hablan o escriben en contra de las mujeres buenas (nota: ella especifica mujeres 'buenas'), a quienes, dice Speght, “Dios ha hecho iguales a ellos mismos en dignidad, tanto temporal como eternamente ”(Lewalski, 26).

### Memorando de Mortalidades con un Prefijo de Sueño
A los 24 años, Speght publicó Mortalities Memorandum with a Dreame Prefixed (Londres, 1621), un volumen de dos poemas que instan y ofrecen una meditación cristiana sobre la muerte y defienden la educación de la mujer. Se lo dedica a su madrina, Mary Hill Moundford. La pieza recibió poca atención en comparación con A Mouzell para Melastomus .
Speght da más información sobre su sentido de sí misma en su volumen de poesía. El primer poema titulado The Dreame, que es una de las dos únicas visiones oníricas publicadas escritas por una mujer en el período moderno temprano, defiende la educación de las mujeres con una alegoría de la lucha de la escritora por ingresar al mundo del aprendizaje y su devastadora salida de él. .Según The Dreame, la educación de las mujeres es necesaria para mejorar la mente de las mujeres y, lo que es más importante, para salvar sus almas. Afirma que las mujeres y los hombres se adaptan a la educación sobre la misma base - la igualdad de intelecto - y que Dios requiere el uso de todos los talentos de ambos sexos. Cerca del final del poema, un evento anónimo relacionado con el género hace que ella cese sus actividades educativas, después de lo cual su madre muere y su escritura debe cesar.
Mortalities Memorandum es una meditación cristiana sobre la muerte escrita en el estilo protestante convencional de ensayo moral. Speght utiliza referencias tanto clásicas como bíblicas en su poema para instar al lector a meditar y prepararse para la muerte.
Los dos poemas se estudian con mayor frecuencia por separado como obras no relacionadas debido a sus diferencias en estilo, tono y propósito declarado. Sin embargo, como prefacio, algunos dicen que The Dreame no puede evitar influir en la interpretación del lector del Memorando de Mortalidades. Debido a que Speght consideraba, como calvinista, que el talento otorgado por Dios debe usarse en beneficio del bien común, Speght creía que la escritura era su verdadera vocación cristiana. Dibujar los temas del devastador y condenatorio cese de su verdadera vocación junto con una meditación sobre la muerte tal vez refleje que Speght veía la vida como una "prisión que niega a las mujeres la salvación liberadora de la educación para sus mentes y sus almas" (Vecchi, 3).
Según la erudita Meg Lota Brown: "El poema tiene 1.056 líneas de pentámetro yámbico, 300 líneas de las cuales constituyen 'El sueño'; el esquema de rima de las estrofas de seis líneas es abcbdd ".

## Otras lecturas
- Heertum, Cis van. "Una anotación hostil de A Mouzell for Melastomus (1617) de Rachel Speght". Estudios ingleses: una revista de la lengua y la literatura inglesas 68.6 (diciembre de 1987): 490–496.
- Lewalski, Barbara K .: "Rachel Speght". En Woods, Susanne; Hannay, Margaret P. (eds)., Teaching Tudor and Stuart Women Writers . Nueva York: Modern Language Assn, 2001. 174–84.
- Polydorou, Desma: "Género e igualdad espiritual en el matrimonio: una lectura dialógica de Rachel Speght y John Milton". Milton Quarterly 35: 1 (2001): 22–32.
- Schnell, Lisa J. "Amorosamente a la competencia: Rachel Speght y la economía de la impresión". Huntington Library Quarterly 65.3–4 (2002): 449–63.
- Speight, Helen: "La vida polémica de Rachel Speght". Huntington Library Quarterly 65: 3/4 (2002): 449–63.
- Sol para mujeres. Mes de la Historia de la Mujer 1999 Antepasados Feministas 1400 a 1800

## Enlaces a los textos de Speght
- Un Mouzell para Melastomus
- Memorando de Mortalidades con un Prefijo de Sueño

## Enlaces a textos relacionados
- Munda, Constantia. La desparasitación de un perro loco
- Sowernam, Ester. Ester ha colgado a Amán
- Swetnam, Joseph. El Araignment de Lewde, mujeres ociosas, perversas e inconstantes

- Datos: Q7279408